# Domaschyr
Domaschyr (ukrainisch Домажир; russisch Домажир Domaschir, polnisch Domażyr) ist ein Dorf in der ukrainischen Oblast Lwiw mit etwa 700 Einwohnern (2001).

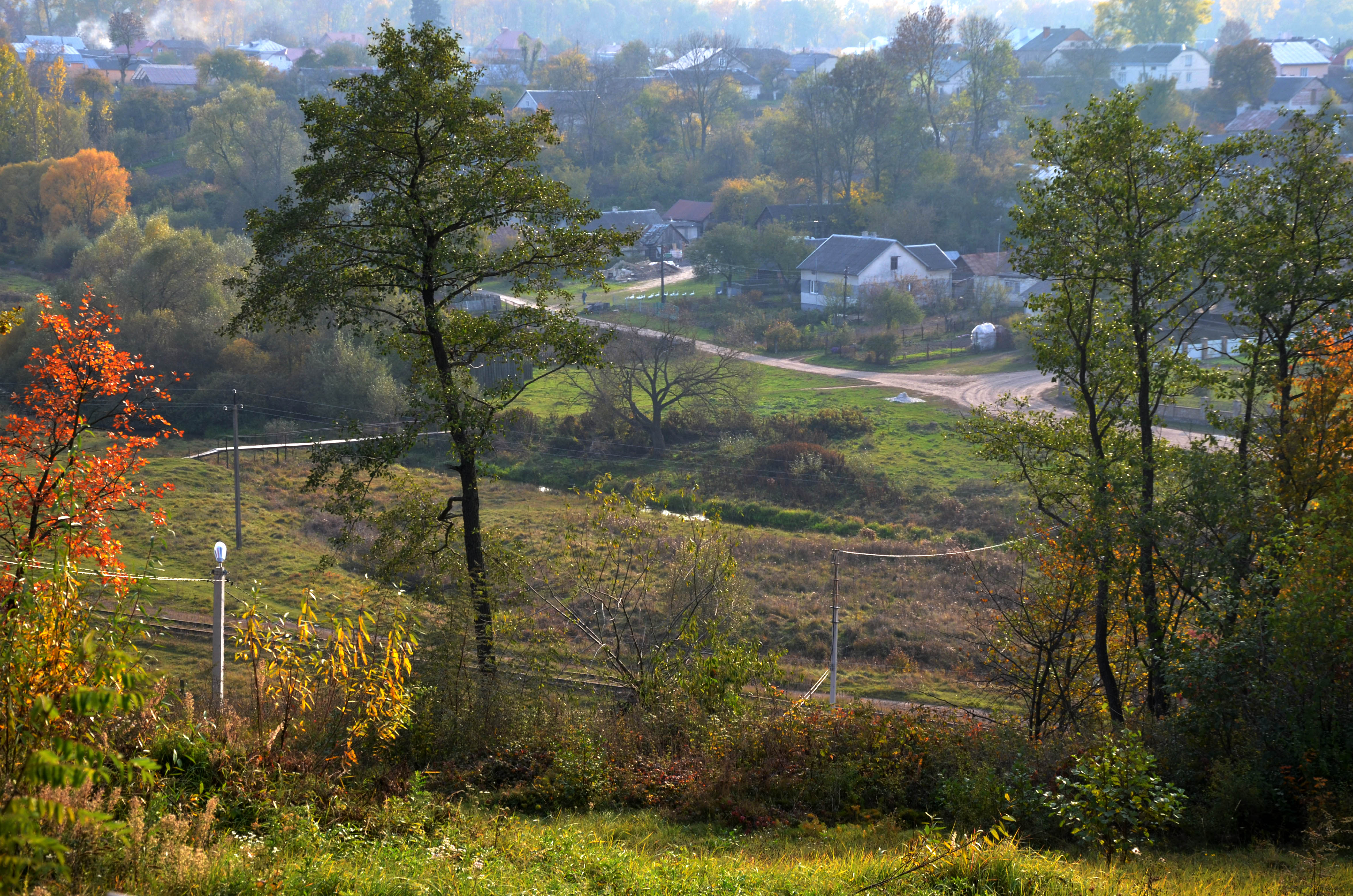
Blick auf Domaschyr

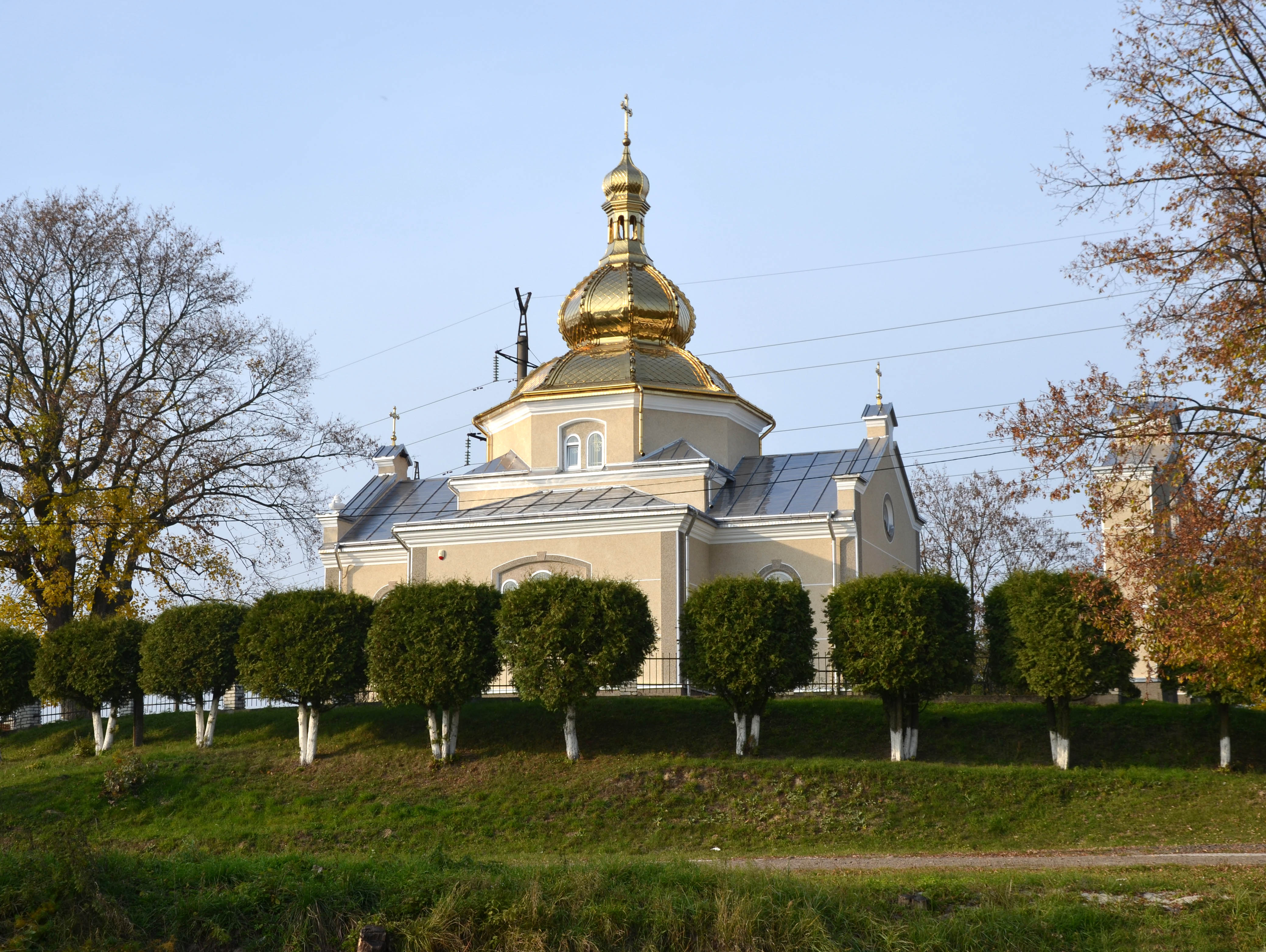
Kirche im Dorf

Das erstmals 1240 schriftlich erwähnte Dorf liegt am Ufer des 24 km langen, gleichnamigen Flusses (Домажир), 37 km westlich vom Rajonzentrum Jaworiw und 16 km östlich vom Oblastzentrum Lwiw.
Bei der Ortschaft befindet sich das Bärenrefugium Domaschyr, das Bären aus schlechter Haltung eine artgerechte Unterbringung ermöglicht.
Südlich vom Dorf verläuft die Fernstraße M 10.
Am 12. Juni 2020 wurde das Dorf ein Teil neu gegründeten Siedlungsgemeinde Iwano-Frankowe im Rajon Jaworiw; bis dahin bildete es zusammen mit den Dörfern Koschytschi (Кожичі) und Seliw (Зелів) die Landratsgemeinde Domaschyr (Домажирська сільська рада/Domaschyrska silska rada) im Osten des Rajon Jaworiw.